# Оскорбление величества

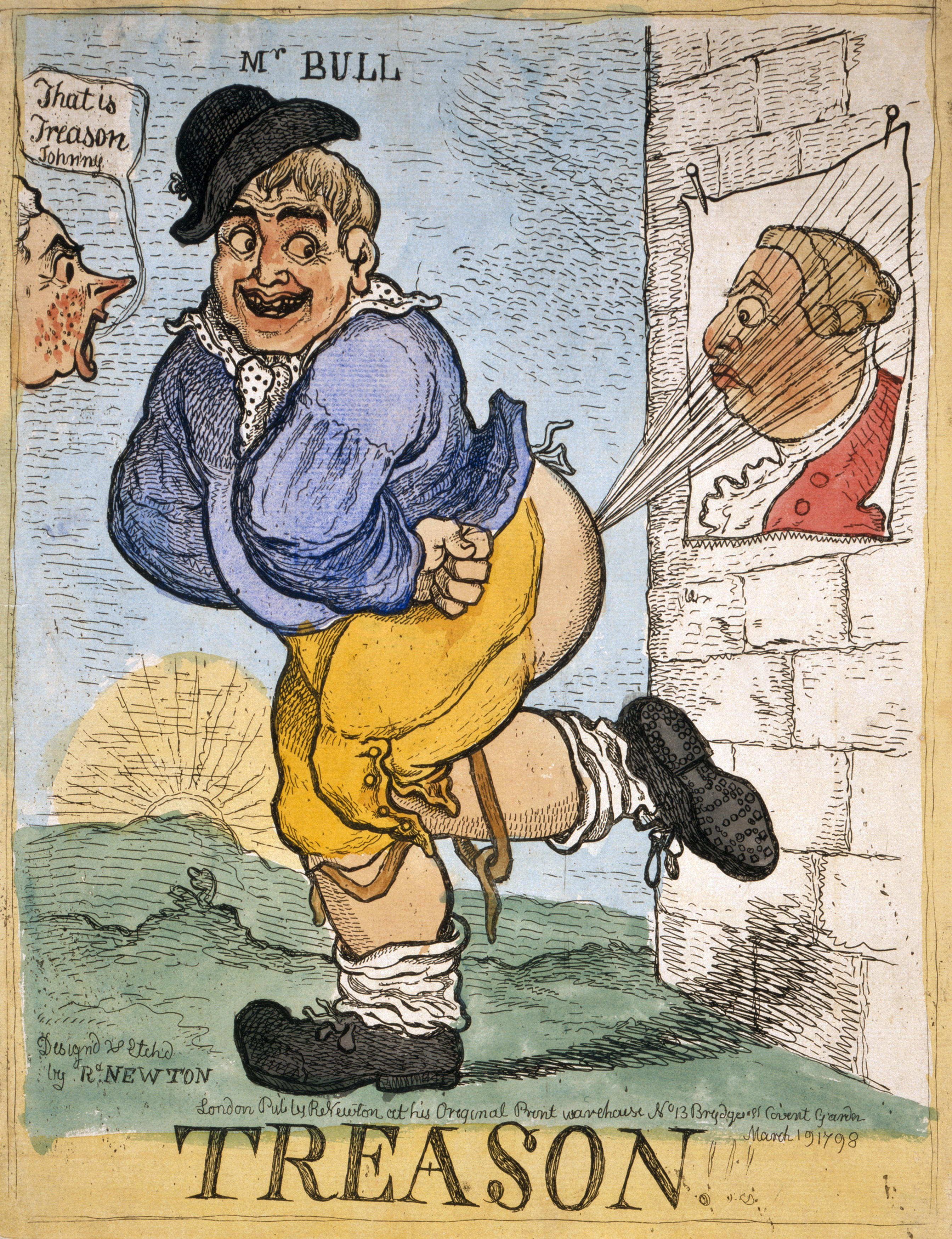
Джон Булль пускает газы на портрет Георга III, 1798 год

Оскорбление величества (лат. crimen laesae majestatis, фр. lèse majesté, французский термин использовался также в англосаксонской традиции, см. французский законный язык) — преступление, заключающееся в неуважительном высказывании по отношению к монарху или к его отдельным действиям.

## В римском праве
В римском праве crimen laesae majestatis, прежде поглощавшем в себе всякого рода государственные преступления, лишь с половины XVIII в. стало постепенно выделяться в особый вид преступлений против государства. В Древнем Риме состав преступлений мог быть разный: например, Светоний сообщает, что первой из женщин в этом преступлении была обвинена Клавдия, сестра неудачливого военачальника Пульхра: пробиваясь на повозке через толпу, она открыто выразила сожаление, что её брат мёртв, а то бы он мог снова погубить флот (имелось в виду его поражение при Дрепане) и тем самым убавить население Рима. Применительно к особе принцепса (императора) эта статья стала применяться в конце правления Тиберия.

## В монархиях Западной Европы в XIX веке
В Новое время европейские кодексы под оскорблением величества стали понимать лишь посягательства на честь монарха и членов царствующего дома. Германское уложение различало при оскорблении величества насильственное посягательство, обиду действием (Thätlichkeit) и простое оскорбление (Beleidigung).

## В Российской империи

### Допетровская эпоха
В России понятие оскорбления величества выработалось в допетровскую эпоху, раньше на практике, чем в законодательстве. Специальные постановления «о государевой чести» впервые появляются в Соборном уложении 1649 года, по которому даже преступления, совершенные на государевом дворе, считались оскорбляющими честь государева двора и влекли за собой особенно тяжкие наказания.

### Устав Петра I
Воинским уставом Петра Великого словесное оскорбление величества и всякое неодобрение действий и намерений правящего государя подведены под понятие преступления против величества, влекущего за собой смертную казнь и конфискацию имущества. Это повело к крайнему развитию доносов и обременению ими императора, которому пришлось в целом ряде указов определить порядок подачи доносов.
Артикул 20. Кто против его величества особы хулительными словами погрешит, его действо и намерение презирать и непристойным образом о том разсуждать[sic] будет, оный имеет живота лишен быть, и отсечением главы казнен.
Толкование. Ибо его величество есть самовластный монарх, который никому на свете о своих делах ответу дать не должен. Но силу и власть имеет свои государства и земли, яко христианский государь, по своей воле и благомнению управлять. И яко же о его величестве самом в оном артикуле помянуто, разумеется тако и о его величества цесарской супруге, и его государства наследии.

### При Екатерине II
Екатерина II в своем Наказе указывала на необходимость сужения понятия преступлений против величества. В первой редакции Наказа Екатерина выставляла следующие положения: государственными преступлениями надо считать лишь преступления против жизни и безопасности государя и измену государству; неодобрение действий государя, порицание его распоряжений не должны составлять преступления против величества; слова могут быть преследуемы только тогда, когда переходят в дело, возбуждают к восстанию. Там же было приведено следующее место из письма римских императоров Феодосия, Аркадия и Гонория к префекту Руфину: «Мы не желаем наказывать того, кто дурно отзывается о нас или о нашем правительстве: если кто злословит по легкомыслию, следует им пренебречь; если он говорит по глупости, надо о нём пожалеть; если он желал нанести оскорбление, должно его простить». Вследствие замечаний петербургского митрополита Гавриила, псковского епископа Иннокентия и архимандрита Платона, что «безопасность особы государя соединяется с безопасностью всего государства и потому малейшее против сего недоразумение не должно быть оставлено без исследования», указанное место было выпущено в печатном наказе, и императрица несколько изменила свою первоначальную мысль. Порицание действий государя она отнесла к деяниям наказуемым, но не в той мере, как наказываются преступления государственные, а гораздо легче.

### XIX век — начало XX века
Действовавшее с 1845 года Уложение о наказаниях отводило особую главу постановлениям «о преступлениях против Священной Особы Государя Императора и Членов Императорского Дома» (ст. 241—248). Оскорблением величества признается не только оскорбление непосредственное, но и заочное, направляемое на портреты, статуи и вообще на всякие изображения императора или членов императорского дома. В отличие от частных обид, оскорблением величества признаются и такие деяния, которые, не касаясь чести государя и членов императорского дома, заключают в себе признаки явного к ним неуважения.
Отдельные сюда относящиеся преступные деяния могут быть сведены к трем группам:
А) насилие против величества (ст. 241) и членов царствующего дома (ст. 244) и посягательство на их телесную неприкосновенность. Хотя в указанных статьях говорится не только о посягательствах на жизнь, здравие, свободу и высочайшие права императора и членов императорского дома, но и о преступных действиях против чести, но из сопоставления этих статей со статьями 246 и 248 явствует, что в первых идет речь об оскорблении действием, а не словом. Этот вид оскорбления величества карается смертной казнью, без различия по степени участия и по мере осуществления преступного намерения.
Б) Оскорбление путём письма или печати государя (ст. 245) или членов царствующего дома (ст. 248). Закон различает здесь: 1) составление и распространение письменных или печатных сочинений и изображений, «с целью возбудить неуважение к верховной власти, или же к личным качествам Государя или к управлению Его государством» (каторга на время от 10 до 12 лет). 2) Составление таких сочинений и изображений, но без участия в их распространении (заключение в крепости, с лишением некоторых особенных прав и преимуществ). 3) Имение у себя таких сочинений и изображений (арест).
В) Оскорбление словом или символически государя (ст. 246) и членов царствующего дома (ст. 248). Здесь имеется в виду произнесение дерзких оскорбительных слов или умышленное повреждение или истребление выставленных в присутственном или публичном месте портретов, бюстов или иных изображений. Нормальное наказание — каторга от 6 до 8 лет — уменьшается до заключения в крепости, если виновный не имел намерения оказать неуважение, и до тюремного заключения или ареста, если преступление совершено по неразумию или невежеству, либо в состоянии опьянения; обыкновенно такие деяния наказываются в административном порядке. Закон грозит арестом и лицам, бывшим свидетелями словесного или символического оскорбления величества и не препятствовавшим ему, а равно не донесшим о сем ближайшему начальству.
Проект нового уголовного уложения, подводя посягательства на жизнь, здоровье, свободу и вообще на неприкосновенность царствующего императора, императрицы и наследника престола под понятие мятежа, разумеет под оскорблением величества:
1. словесное оскорбление царствующего императора, императрицы или наследника престола, угрозы их особе, надругательство над их изображениями, распространение или публичное выставление сочинений или изображений, для них оскорбительных. Деяния эти, учиненные хотя бы заочно; но с целью возбудить неуважение, влекут за собой каторгу не свыше 8 лет; наказание это уменьшается до заточения, если деяния совершены заочно и без цели возбудить неуважение, и до ареста, если они учинены по неразумию, невежеству или в состоянии опьянения. За те же деяния, направленные против членов императорского дома, максимум наказания — поселение.
2. Посягательство на жизнь члена императорского дома (наказание — смертная казнь), или иное насильственное посягательство на его особу (наказание — каторга).
3. О памяти усопших царствовавших родителя, деда или предшественника царствующего императора, учиненное публично или в произведении печати; наказание — заточение на срок не свыше 3 лет.

При наличности известных условий наказуемым признавалось и оскорбление иностранного государя. Уложение о наказаниях (ст. 260) ставило наказуемость оскорбления иностранного государя в зависимость от существования трактатов или иных узаконений, устанавливающих в этом отношении взаимность между Россией и соответствующим государством; наказание — ссылка на житье в Сибирь, а при обстоятельствах, увеличивающих вину — ссылка на поселение.

## Современность
В настоящее время уголовные наказания за оскорбление величества существуют в Нидерландах, Бахрейне, Кувейте, Таиланде и Брунее. В Испании и Дании за оскорбление величества полагается штраф, превышающий по размеру штраф за оскорбление обычного гражданина. В Таиланде уголовная санкция за оскорбление величества является самой строгой в мире: в 2021 году 65-летняя Анчан Прилерт была осуждена на 43,5 года тюрьмы.
В Нидерландах закон 1881 года, предусматривающий до 5 лет тюремного заключения, использовался для осуждения примерно раз в год в период 2000—2012 годов. В 2018 году максимальное наказание было снижено до 4 месяцев заключения, что совпадает с санкциями за оскорбление офицеров полиции и сотрудников экстренных служб.
Оскорбление главы государства (но не монарха) карается уголовными законодательствами многих стран, включая Польшу (до трёх лет заключения), Азербайджан (до двух лет), Венесуэлу (до 30 месяцев), Турцию (до четырёх лет), Камерун (до пяти лет), Иран (шесть месяцев и телесные наказания), Белоруссию (до 2 лет). Выражение явного неуважения к главе государства, органам власти и символам государства в сети Интернет является административным правонарушением в России с марта 2019 года (до 300 тысяч рублей штрафа или 15 дней ареста); подобные неуважительные высказывания могут блокироваться Генпрокуратурой.